# Pavonia penduliflora
Pavonia penduliflora es una especie de plantas con flores de la familia  Malvaceae. Se encuentra en  América tropical.

## Descripción
Son arbustos, que alcanzan un tamaño de 1–2.5 m de alto; tallos jóvenes densamente estrellado-pubescentes. Hojas ovadas, oblongas u oblanceoladas, acuminadas en el ápice, simétrico-truncadas en la base, aserradas, con tricomas estrellados y tricomas bifurcados en el envés, así mismo pero menos abundantes en la haz; estípulas 4–5 mm de largo. Flores solitarias, axilares, pedicelos 2–6 cm de largo cuando en flor, alargándose hasta 10 cm cuando en fruto; bractéolas del calículo 8–9, 7–9 mm de largo, con tricomas estrellados; cáliz casi igual al calículo, con pubescencia estrellada; pétalos 14–20 mm de largo, rojizos. Carpidios 11–13 mm de diámetro, cada uno con 3 espinas retrobarbadas de 5–8 mm de largo, las 2 espinas laterales bien separadas de la espina central, lisos, glabros; semillas 6–9 mm de largo.

## Distribución y hábitat
Conocida en Nicaragua por una colección de la Reserva Natural del Volcán Yalí, en Jinotega; a una altitud de 1200 metros; fl y fr abr; desde Nicaragua a Panamá.

## Taxonomía
Pavonia penduliflora fue descrita por (Standl.) Standl. y publicado en Publications of the Field Museum of Natural History, Botanical Series 4(8): 231. 1929.
Etimología
Pavonia: nombre genérico que fue otorgado en honor al botánico español José Antonio Pavón y Jiménez.
penduliflora: epíteto latino que significa "con flores colgantes".
Sinonimia
- Malache penduliflora Standl. basónimo [4]